# Cephalobothrium gogadevensis
Cephalobothrium gogadevensis is een lintworm (Platyhelminthes; Cestoda). De worm is tweeslachtig. De soort leeft als parasiet in andere dieren.
De wetenschappelijke naam van de soort werd voor het eerst geldig gepubliceerd in 2005 door Pramanik & Manna. Zij hadden deze lintworm aangetroffen in een vioolrog van de soort Glaucostegus granulatus in de Golf van Bengalen bij India.